# المسيب

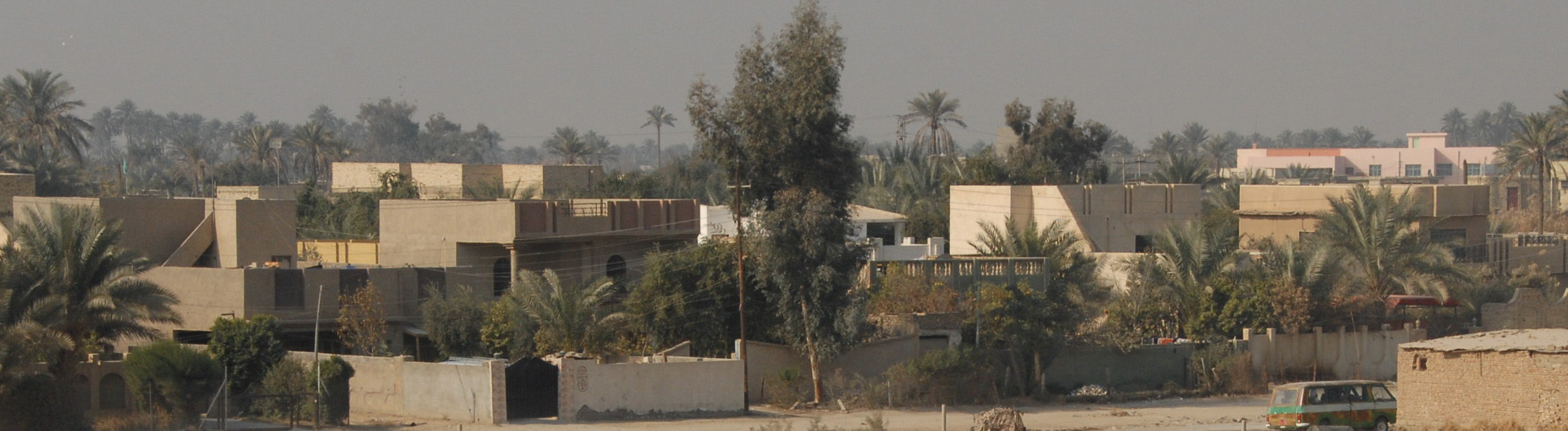
مدينة المسيب

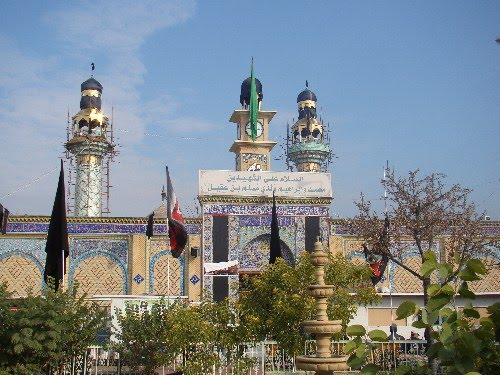
مرقد اولاد مسلم في مدينة المسيب

المسيب مدينة عراقية ومركز قضاء في محافظة بابل في منطقة الفرات الأوسط. يقدر عدد سكانها عام 2003م بـ 100 ألف نسمة. تقع المدينة على ضفاف نهر الفرات، ويشطرها نصفين بين مدن بغداد وكربلاء والحلة. تضم المدينة أحد المحطات الرئيسية لإنتاج الطاقة الكهربائية في العراق.

## التسمية والتاريخ
يعتقد أن أصل تسمية هذه المدينة يرجع إلى أمرين:
الأول: رجّح مصطفى جواد «أنها سميت باسم المسيَّب أخي دبيس بن صدقة المزيدي، صاحب الحلة» وهو مانقله عنه أيضًا حسين علي محفوظ وسالم الآلوسي وهو القول العلمي الراجح.
الثاني: يستند لرواية أخرى وقعت قبل العصر العباسي مفادها أنَّ للتسمية معنًى أخر ورد بعد أن سُبيّت خيول ونساء معركة الطف التي وقعت في كربلاء حيث عسكر جنود الدولة الأموية في بساتينها وهم بطريقهم إلى الشام حاملين رأس الامام المظلوم الخليفة الراشد الحسين أبن علي أبن أبي طالب إلى يزيد أبن معاوية أبن أبي سفيان.

## جسر المسيب

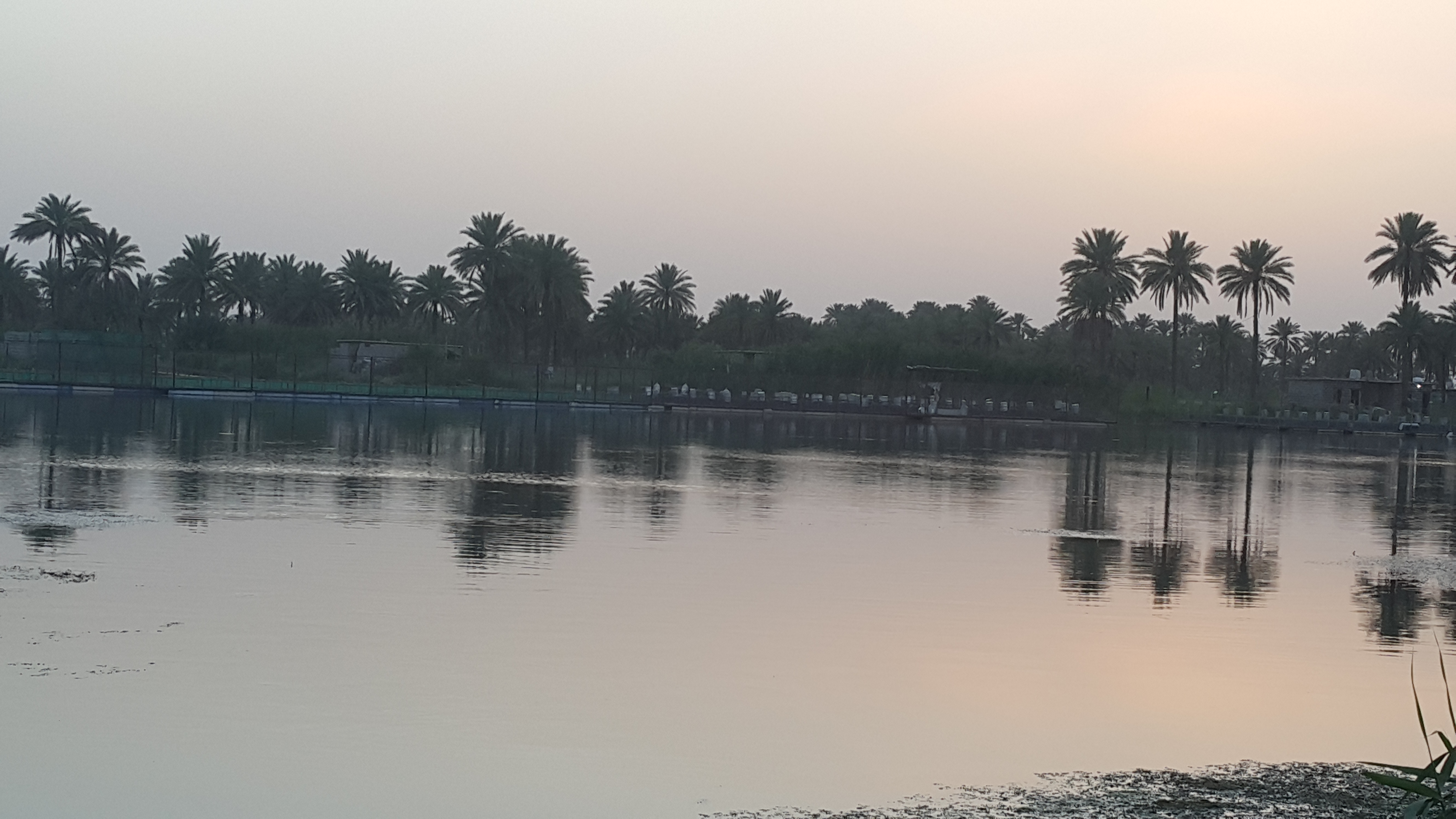
نهر الفرات وهو يمر من مدينة المسيب

من أشهر الجسور في العراق وذاع صيته في التراث العراقي والعربي، حيث غنى عدد من المطربين الرواد أمثال يوسف عمر وناظم الغزالي وكاظم الساهر الأغنية المعروفة «على جسر المسيب سيبوني» ذائعة الصيت في العالم العربي وكلماتها مستمدة من قصة حب تراثية حقيقية روتها الأجيال، وجسر المسيب يعود إلى الحقبة العثمانية أو أقدم، وكان مشيدا من «الخشب» وفي العهد الملكي أستعمل الحديد في إعادة بناءه وأفتتحه رئيس الوزراء آنذاك جميل المدفعي كما نقل شهود العيان الذين حضروا حفل الافتتاح، وكان ذلك سنة 1938م، وأن كلفة بنائه بلغت خمسمائة ألف دينار كما دونت المصادر الحكومية المعنية وهي (المؤسسة العامة للطرق والجسور) في سجلاتها وإصداراتها.

## أحياء مدينة المسيب
|                    | مساحتها كيلومتراُ | سكانها سنة 2009 |
| الثورة             | 0.13             | 3189            |
| السكك              | 0.35             | 3532            |
| الجمهورية          | 0.26             | 8348            |
| الشيوخ             | 0.52             | 3954            |
| المعلمين 1         | 0.34             | 2276            |
| الدوب              | 1.65             | 4955            |
| المعلمين 2         | 0.32             | 4255            |
| البو حمدان         | 0.59             | 3608            |
| الشهداء أو الزهراء | 0.88             | 1877            |
| الأطباء            | 1.86             | 1554            |
| الأمير (الشرطة)    | 0.91             | 5030            |
| العسكري            | 0.57             | 4685            |
| الجنابي            | 1.45             | 2548            |
| السلام             | 2.55             | 1062            |
| الزهور (المواطنين) | 1.5              | 4095            |
| الغدير             | 0.99             | 1454            |
| الصناعي            | 1.15             | 523             |
| الجواريش           | 1.76             | 3202            |
| الميثاق            | 0.11             | 4025            |
| الموظفين           | 0.27             | 2711            |
| الجيلاوية          | 13               | 597             |
| جايد               | 0.16             | 4157            |
| جسمان              | 3.38             | 4476            |
| المغيصية           | 0.14             | 2100            |
| المصطفى            | 1.24             | 1021            |
| المرتضى            | 1.63             | 541             |
| المحكمة            | 0.16             | 711             |
| الجامعة            | 0.30             | 1512            |
| النزيزة            | 0.37             | 1966            |